# Lars Emil Leyler
Lars Emil Leyler, född 1875 i Norra Råda församling, död 31 december 1957 i Karlskoga, var en svensk lärare, författare och hembygdsforskare.
Leyler, som var folkskollärare, valdes in som ledamot av den då nybildade Karlskoga Bergslags Hembygdsförening 1922. Han blev dess ordförande 1934 samma år som han slutförde köpet av Bergsmansgården i Aggerud. Leyler dokumenterade bland annat folkbildningsarbetet i Karlskoga och skrev om Karlskoga, och verksamheter i eller i anslutning till staden, till exempel Granbergsdals hytta och Bofors.
Leyler gravsattes på Östra kyrkogården i Karlskoga.